# Deinagkistrodon acutus
Rắn lục mũi hếch (Deinagkistrodon acutus) là một loài rắn trong họ Rắn lục. Loài này được Günther mô tả khoa học đầu tiên năm 1888.